# Sainte-Lucie-de-Beauregard
Sainte-Lucie-de-Beauregard es un municipio canadiense situado en la provincia de Quebec.

## Superficie
Sainte-Lucie-de-Beauregard tiene una superficie de 82,17 km².

## Demografía
En 2021, tenía 275 habitantes, una densidad poblacional de 3,3 hab./km², y 200 viviendas.